# سمجور الدواتي
سِمْجُور الدَّوَاتِي كان قائدًا تركيًّا في القرن العاشر الميلادي خدم في جيش الدولة السامانية. وهو مؤسس السمجوريين التي لعبت دورًا مهمًا في الدولة السامانية.

## السيرة الذاتية
كان سِمْجُور أحد أفراد طبقة الـغِلْمَان من أصل تركي. في بدايات حياته المهنية، شغل منصب جابي ضرائب في هرات. في عام 911، أمر الحاكم الساماني أحمد الساماني بغزو الدولة الصفارية وتحديدًا سيستان، فشارك سِمْجُور مع عدد من القادة السامانيين في السيطرة على أجزاء من سيستان ثم الاستيلاء على عاصمتها، زرنج، من الحاكم الصفاري المعدل. خلال هذا الفتح، تم أسر متمرد عباسي من أصل تركي يُدعى سبكيري وإرساله إلى الخليفة العباسي في بغداد، بينما عُيِّن أبي صالح منصور، ابن عم أحمد الساماني، حاكمًا على سيستان.
لكن هذه لم تكن نهاية الصراعات في سيستان؛ حيث أدت سياسات الضرائب القاسية التي فرضها منصور إلى اندلاع تمرد في عام 912 بقيادة الخارجي محمد بن هرمز، الذي كان من أنصار الحاكم الصفاري عمرو بن يعقوب. تم أسر منصور حتى نجح الجيش الساماني بقيادة حسين بن علي المروذي في قمع التمرد عام 913. أٌرسِل عمرو إلى سمرقند، بينما أُعدم بقية قادة التمرد. بعد ذلك، عُيِّن سِمْجُور الدَّوَاتِي حاكمًا لسيستان خلفًا لمنصور.
يبدو أن سِمْجُور شارك لاحقًا في مؤامرة قام بها الغِلْمَان ضد أحمد الساماني، لكنها انتهت بالفشل. خلال عهد ابن أحمد، نصر الساماني الثاني، غزا الزيديون خراسان الكبرى، إلا أن سِمْجُور تمكن من صدّهم. في وقت لاحق من حياته، تولى منصب حاكمٍ لعدة ولايات، بما في ذلك مقاطعة الري التي تم الاستيلاء عليها حديثًا. تُوفي سِمْجُور في تاريخ غير معروف خلال فترة حكم نصر الثاني، وكان له ابن يُدعى إبراهيم بن سمجور، الذي أصبح أكثر شهرةً من والده.